# Gargara laticapitata
Gargara laticapitata är en insektsart som beskrevs av Kato 1928. Gargara laticapitata ingår i släktet Gargara och familjen hornstritar. Inga underarter finns listade i Catalogue of Life.